# Semiothisa mandata
Semiothisa mandata är en fjärilsart som beskrevs av Walker 1861. Semiothisa mandata ingår i släktet Semiothisa och familjen mätare. Inga underarter finns listade i Catalogue of Life.